# Nikolaj Majorov
Nikolaj Majorov (Luleå, 18 agosto 2000) è un pattinatore artistico su ghiaccio svedese.

## Biografia
Agli europei di Minsk 2019 si è classificato al 27º posto, eliminato al termine del programma corto. 
Ha migliorato la sua prestazione continentale agli europei di Graz 2020 in cui è riuscito ad entrare in finale grazie al 14º punteggio nel programma corto, dove si classificato 15º. Si è qualificato ai mondiali di Montréal 2020, poi cancellati a causa dell'insorgere dell'emergenza sanitaria causata dalla pandemia di COVID-19. Ai mondiali di Stoccolma 2021 si è classificato 23º.
Ha rappresentato la Svezia ai Giochi olimpici invernali di Pechino 2022 qualificandosi in finale col 20º posto nel programma corto. Eseguendo il 21° programma libero ha concluso la gara in 21ª posizione.
Dalla stagione 2023-24 Majorov ha iniziato a gareggiare nella danza su ghiaccio pattinando insieme a Milla Ruud Reitan.

## Palmarès

### Danza su ghiaccio
CS: Challenger Series
(Con Milla Ruud Reitan)
| Internazionali           | Internazionali | Internazionali |
| Evento                   | 2023–24        | 2024–25        |
| ------------------------ | -------------- | -------------- |
| Campionati mondiali      | 28°            |                |
| Campionati europei       | 27°            | 17°            |
| CS Budapest Trophy       | 8°             |                |
| CS Denis Ten Memorial    | 4°             | 9°             |
| CS Nebelhorn Trophy      | 13°            |                |
| CS Ondrej Nepela Trophy  |                | 6°             |
| CS Warsaw Cup            |                | 9°             |
| Bavarian Open            | 5°             | 2°             |
| Maria Olszewska Memorial |                | 1°             |
| Nazionali                |                |                |
| Campionati svedesi       | 1°             | 1°             |
| R = Ritirati             |                |                |

### Individuale maschile
GP: Grand Prix; CS: Challenger Series; JGP: Junior Grand Prix
| Internazionali                                  | Internazionali | Internazionali | Internazionali | Internazionali | Internazionali | Internazionali | Internazionali | Internazionali |
| Evento                                          | 2015–16        | 2016–17        | 2017–18        | 2018–19        | 2019–20        | 2020–21        | 2021–22        | 2022–23        |
| ----------------------------------------------- | -------------- | -------------- | -------------- | -------------- | -------------- | -------------- | -------------- | -------------- |
| Giochi olimpici invernali                       |                |                |                |                |                |                | 21°            |                |
| Campionati mondiali                             |                |                |                |                | C              | 23°            | 19°            |                |
| Campionati europei                              |                |                |                | 27°            | 15°            |                | R              |                |
| GP Trophée Eric Bompard                         |                |                |                |                |                | C              |                |                |
| GP della Finlandia                              |                |                |                |                |                |                |                | 6°             |
| CS Finlandia Trophy                             |                |                |                | 17°            |                |                | 17°            | 7°             |
| CS Golden Spin                                  |                |                |                | 14°            |                |                | R              |                |
| CS Ice Challenge                                |                |                |                |                |                |                |                | 8°             |
| CS Nebelhorn Trophy                             |                |                |                |                | 8°             | 3°             |                |                |
| CS Ondrej Nepela Trophy                         |                |                |                |                |                |                |                | R              |
| CS Warsaw Cup                                   |                |                |                |                | 11°            |                | 14°            |                |
| Bavarian Open                                   |                |                |                |                | 2°             |                |                |                |
| Cup of Nice                                     |                |                |                |                |                |                |                | R              |
| NRW Trophy                                      |                |                |                |                |                |                | 2°             |                |
| Volvo Open Cup                                  |                |                |                | 7°             |                |                |                |                |
| Internazionali: Junior                          |                |                |                |                |                |                |                |                |
| Campionati mondiali junior                      |                | 31°            |                | 21°            | 13°            |                |                |                |
| JGP Canada                                      |                |                |                | 9°             |                |                |                |                |
| JGP Lituania                                    |                |                |                | 7°             |                |                |                |                |
| Bavarian Open                                   |                |                | 4°             |                |                |                |                |                |
| Coupe du Printemps                              | 2°             |                | 3°             |                |                |                |                |                |
| Cup of Nice                                     | 6°             | 8°             |                |                |                |                |                |                |
| Festival olimpico della gioventù europea        |                | 10°            |                |                |                |                |                |                |
| Golden Spin                                     |                |                | 2°             |                |                |                |                |                |
| Kaunas Autumn                                   |                |                | 1°             |                |                |                |                |                |
| Campionati Nordici                              | 1°             | 1°             |                |                |                |                |                |                |
| Sofia Trophy                                    | 2°             |                |                |                |                |                |                |                |
| Tallinn Trophy                                  |                |                | 8°             |                |                |                |                |                |
| Nazionali                                       |                |                |                |                |                |                |                |                |
| Campionati svedesi                              | 1° J           |                | 2° J           | 2°             | 1°             | C              | 1°             | 2°             |
| J = Junior; R = Ritirato; C = Evento Cancellato |                |                |                |                |                |                |                |                |